# Stöntzsch

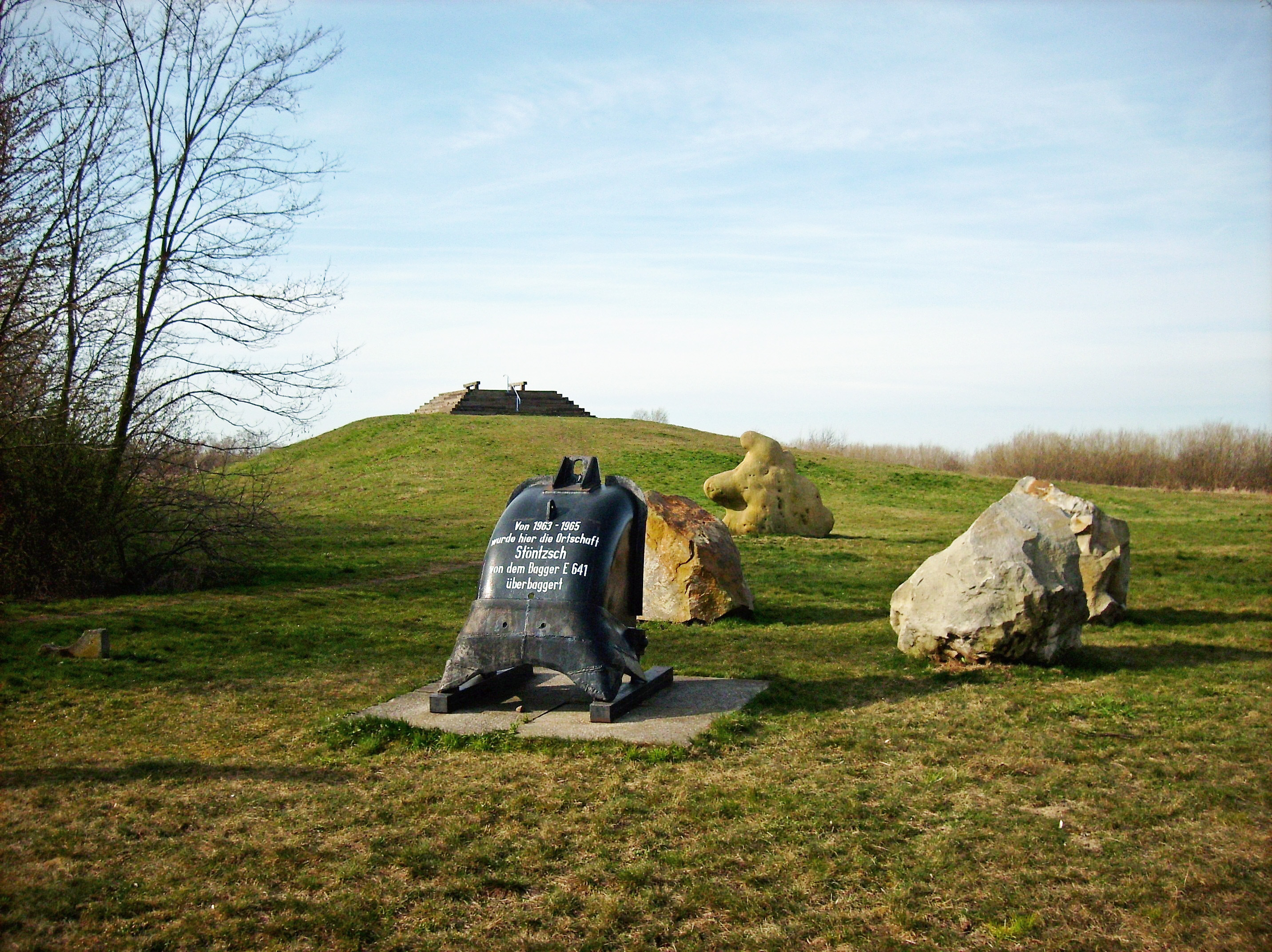
Erinnerung an Stöntzsch auf rekultivierter Fläche

Stöntzsch war eine Gemeinde im heutigen Landkreis Leipzig etwa zwei Kilometer westlich des Zentrums der Stadt Pegau. Sie wurde in den 1960er Jahren wegen des von Süden heranrückenden Tagebaus Profen devastiert und anschließend überbaggert. Zu dieser Zeit gehörte Stöntzsch zum Kreis Borna. Die Fläche ist heute weitgehend rekultiviert.

## Geschichte
1096 erfolgte die Erstnennung von Stöntzsch als Stonse in den Annalen des Klosters Pegau. Stöntzsch war über die Jahrhunderte ein Dorf mit wechselnden Grundherrschaften von außerhalb, also keinem Rittergut im eigenen Ort. Der fruchtbare Boden der Elsteraue sicherte eine ertragreiche Landwirtschaft.

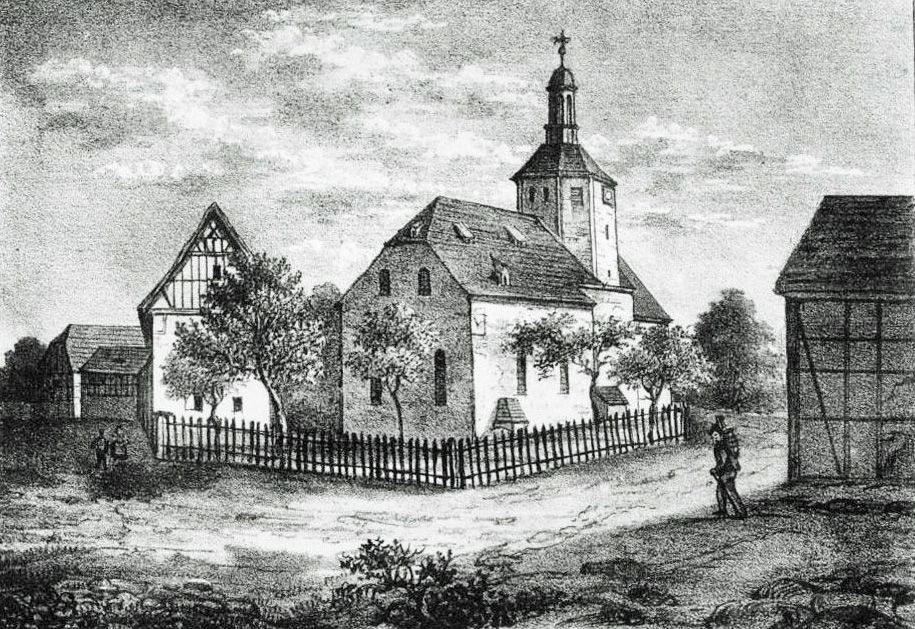
Kirche Stöntzsch um 1840
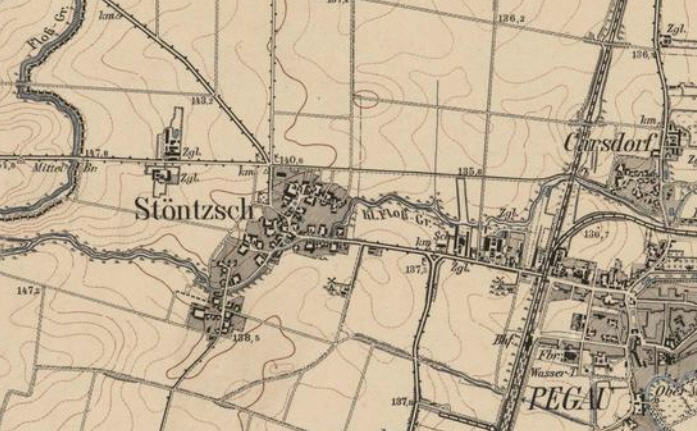
Stöntzsch auf einer Karte von 1909
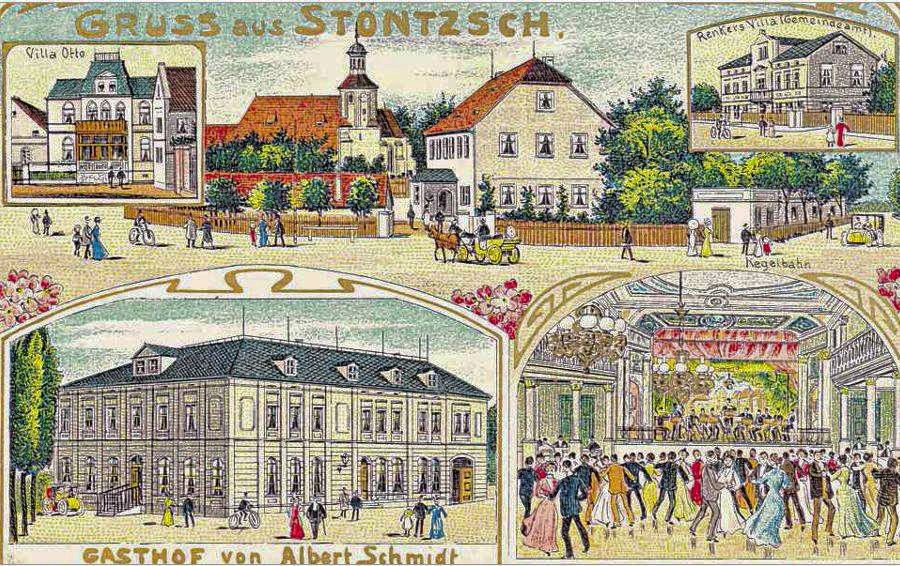
Grußkarte Stöntzsch 1910

Bereits 1361 besaß Stöntzsch eine Pfarrkirche, zu der ab 1500 die des Nachbarorte Werben als Filialkirche gehörte. Aus einer kleinen romanischen Kapelle entstand durch mehrere An- und Umbauten die spätere Dorfkirche. 1506 wurde der Chor vergrößert, über dem sich ein achteckiger Fachwerk-Chorturm erhob, welcher später durch einen steinernen mit barocker Haube ersetzt wurde. 1720 wurde das Langhaus neu errichtet.
Die Kirchenorgel wurde 1678 von Georg Öhme gebaut. 1731 und 1732 weilte Johann Sebastian Bach in der Kirche in Stöntzsch, um die Orgel nach einem Erweiterungsbau von Johann Chr. Schmieder zu prüfen.
Das Dorf erfuhr im Laufe der Jahrhunderte zahlreiche Unbilden. Neben der Pest im 16. und 17. Jahrhundert waren es marodierende Kriegstruppen, die nach Schlachten in der Umgebung große Schäden hinterließen, so 1632 nach der Schlacht bei Lützen, 1706/07 im Großen Nordischen Krieg und 1813 nach der Schlacht bei Großgörschen.
Das Schlimmste sollte aber erst im 20. Jahrhundert folgen, als das ganze Dorf dem Braunkohletagebau weichen musste. Zwischen 1962 und 1965 mussten die über 700 Einwohner den Ort verlassen, der anschließend abgebrochen und überbaggert wurde. Die Stöntzscher Orgel wurde bis 1967 in die Stadtkirche Hohnstein in der Sächsischen Schweiz umgesetzt. Die Stöntscher kamen zumeist in Pegau-Nord unter. Seit 2005 feiern sie alle zwei Jahre ein Heimattreffen. Die Stöntzscher Flur wurde 1965 nach Pegau eingemeindet.

## Heutige Situation
Nach 1990 wurden die nordöstlichen Teile des Tagebaus Profen-Nord rekultiviert. An der Stelle des ehemaligen Ortes erhebt sich ein kleiner Hügel mit einer in Bohlen gefassten Stufenpyramide als Aussichtspunkt. Eine Baggerschaufel und ein Gedenkstein in der Nähe informieren.
Ein Teilstück des Elsterfloßgrabens, der ehemals westlich des Ortes verlief, ist mit neuem Verlauf wieder hergestellt. Der ehemals bei Stöntzsch von ihm abzweigende Kleine Floßgraben, der die Holzflößerei über Elstermühlgraben, Weiße Elster und Batschke bis nach Leipzig ermöglichte, führt seit 1996 wieder Wasser.